# جون ويندهام
جون باركس ويندهام لوكاس بينون هاريس (بالإنجليزية: John Wyndham)‏ كاتب خيال علمي إنجليزي، وُلد في ووريكشير في 10 يوليو 1903. كان دائما ما يستخدم جون ويندهام دائما اسما قلميا، وأيضا كان يقوم بعمل توليفات متعددة من هذه الأسماء مثل جون بينون وباركس لوكاس. وصُنفت العديد من أعماله تحت عنوان أدب نهاية العالم وما بعدها. واشتهر بكتابه يوم التريفيدس عام 1951  وتوفي في 11 مارس 1969 في بيترزفيلد بمقاطعة هامبشاير.

## وصلات خارجية
- جون ويندهام على موقع IMDb (الإنجليزية)
- جون ويندهام على موقع الموسوعة البريطانية (الإنجليزية)
- جون ويندهام على موقع ميوزك برينز (الإنجليزية)
- جون ويندهام على موقع إن إن دي بي (الإنجليزية)
- جون ويندهام على موقع ديسكوغز (الإنجليزية)
- جون ويندهام على موقع قاعدة بيانات الفيلم (الإنجليزية)
- جون ويندهام  على قاعدة بيانات الخيال التأملي على الإنترنت